# Harač
Harač je lični porez, glavarina u Osmanskom carstvu. Naplaćivao se od svake muške nemuslimanske glave, kao vrsta otkupa od ropstva. Davao je pravo na ličnu i imovinsku sigurnost kao i pravo na oslobađanje od vojne obaveze. Harač je bio dokaz vernosti sultanu, pa su pobune nemuslimanskog stanovništva često počinjale neplaćanjem harača. Harač se delio po visini na tri klase: alal (visok), evsat (srednji) i edna (nizak).
U početku je harač bio zemljarina ali se ubrzo stopio sa glavarinom (džizija).